# François Bidard
François Bidard (Lonlay-l'Abbaye, Orne, 19 de març de 1992) és un ciclista francès, professional des del 2016 fins al 2023.

## Palmarès
- 2013
  - Vencedor d'una etapa al Tour de la CABA
- 2014
  - 1r al Tour de la CABA
- 2015
  - 1r a La Durtorccha

### Resultats a la Volta a Espanya
- 2016. 94è de la classificació general
- 2019. 24è de la classificació general
- 2023. 125è de la classificació general

### Resultats al Giro d'Itàlia
- 2017. 39è de la classificació general
- 2018. 37è de la classificació general
- 2019. 30è de la classificació general
- 2020. 39è de la classificació general
- 2021. No surt (6a etapa)
- 2023. 54è de la classificació general